# The Diamond Bar

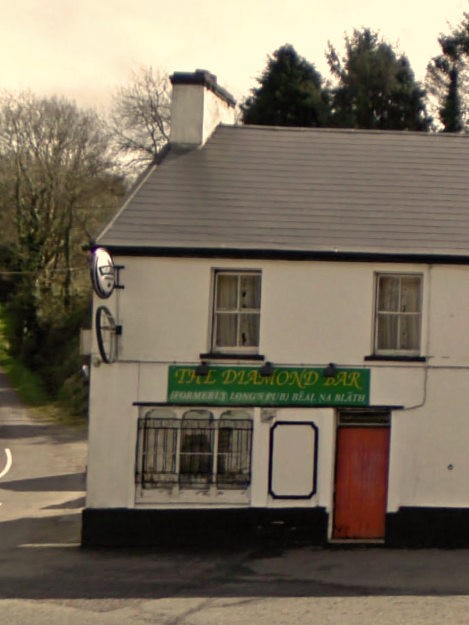
The Diamond Bar (2016)

The Diamond Bar (in den 1920er Jahren als Long’s Pub bekannt) ist ein Gebäude in Béal na Bláth in der Region Glannarouge, County Cork, das mit der Geschichte des irischen Freiheitskämpfers Michael Collins verbunden ist.

## Beschreibung
Das zweistöckige Gebäude wurde um 1840 errichtet. Es liegt an einer abgelegenen Kreuzung, hat eine Ladenfront nach Nordwesten und eine seitliche einstöckige Erweiterung nach Südwesten. Traditionelle bauliche Element wie die Schiebefenster aus Holz wurden erhalten.

## Geschichte
Hinter dem Gebäude befindet sich ein Lagerhaus, wo der Hinterhalt geplant wurde, der 1922 zur Ermordung von Michael Collins führte. Das Michael Collins Memorial, das am Ort des Todes von Michael Collins errichtet wurde, befindet sich eine Meile südlich von der Diamond Bar.